# Жаба-помідор несправжня
Жаба-помідор несправжня (Dyscophus guineti) — вид земноводних з роду Жаба-помідор родини Карликові райки.

## Опис
Загальна довжина коливається від 6 до 10,5 см. Тулуб вкорочений. Барабанна перетинка помітна слабо. Шкіра гладенька, з боків спини утворюються дві складки. Плавальна перетинка на лапах розвинена погано. Забарвлення спини коливається від яскраво-червоного до червоно-жовтогарячого, черево сніжно-біле або жовтувате, іноді з темною плямою на горлі.

## Спосіб життя
Полюбляє низовини у тропічних та субтропічних вологих лісах, різні болота. Зустрічається на висоті до 900 м над рівнем моря. Активна вночі. Живиться комахами та членистоногими. Для захисту від ворогів здатна сильно роздуватися.
Це яйцекладна амфібія. Парування відбування після сезону дощів.

## Розповсюдження
Поширена на північно-східному узбережжі Мадагаскару.